# St. Nikolaus (Wildenroth)

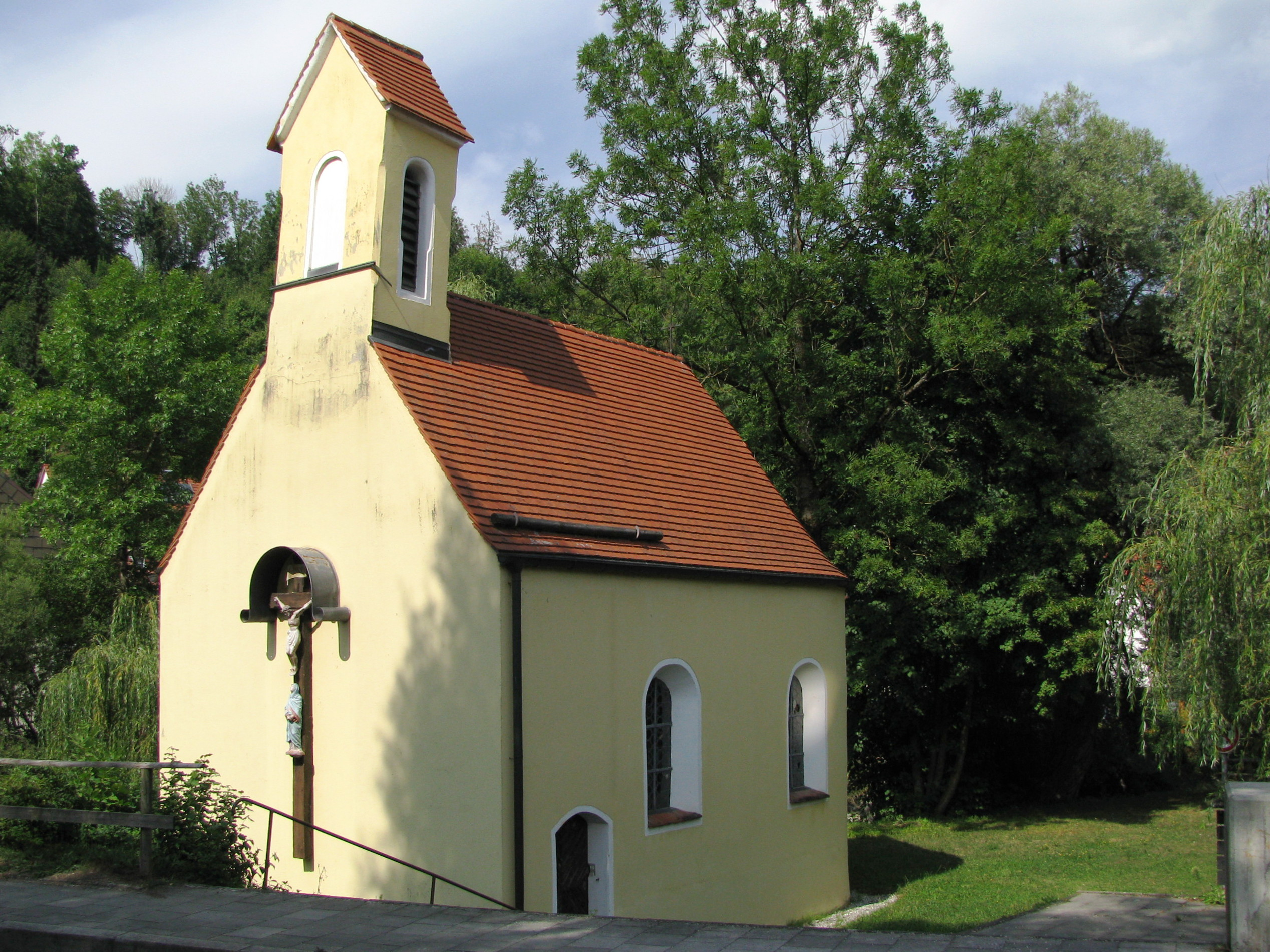
Kapelle St. Nikolaus in Wildenroth
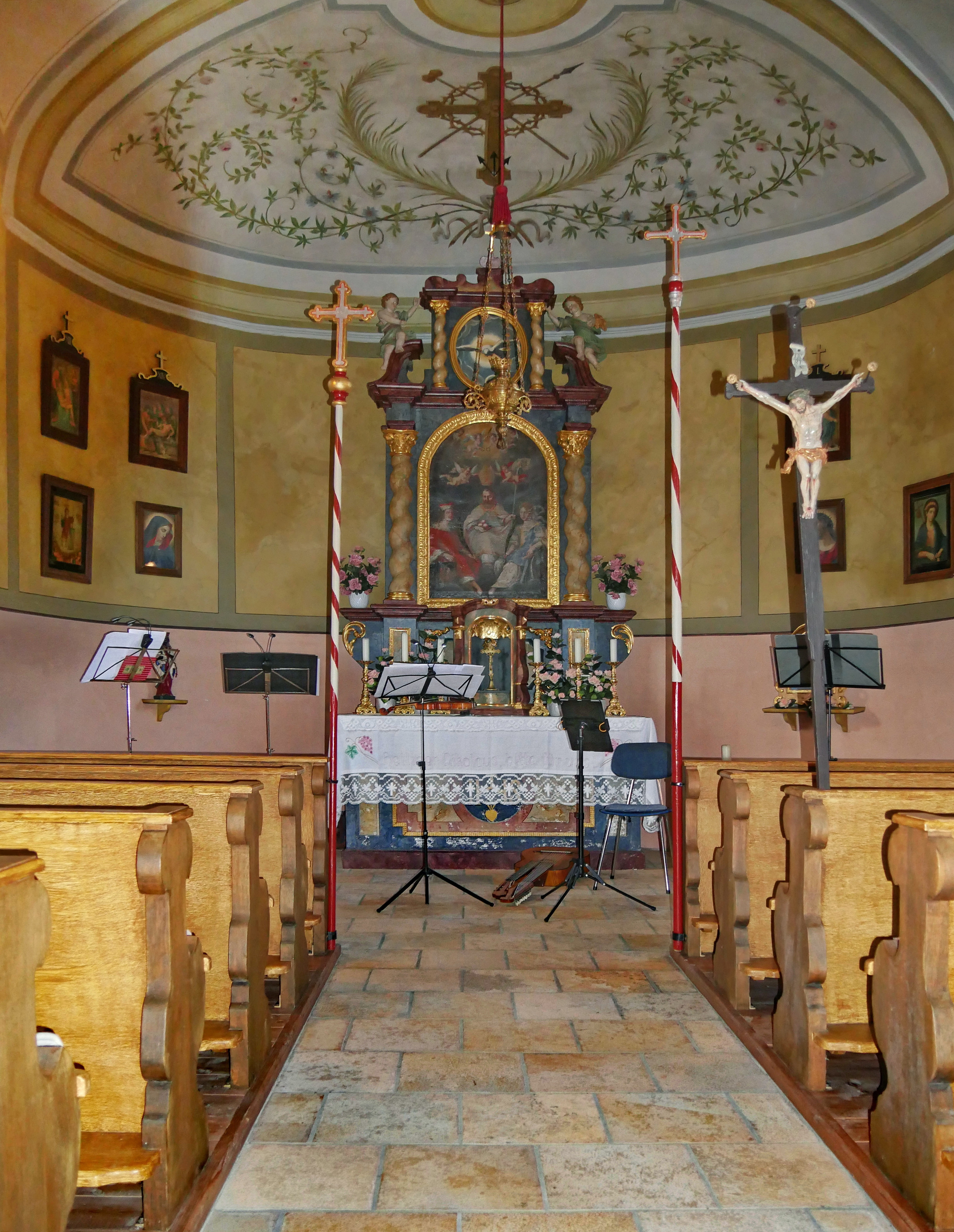
Innenansicht mit Altar

Die katholische Kapelle St. Nikolaus in Wildenroth, einem Ortsteil der Gemeinde Grafrath im oberbayerischen Landkreis Fürstenfeldbruck, wurde 1778 errichtet. Die dem heiligen Nikolaus geweihte Kapelle, auf einer Amperinsel bei der Brücke am östlichen Ortsende, ist ein geschütztes Baudenkmal.
Der kleine Saalbau mit dreiseitigem Chorschluss und massivem Dachreiter besitzt einen Altar aus der Zeit um 1700 mit einem Gemälde des heiligen Nikolaus. Die Ausmalung der Kapelle erfolgte durch den Münchener Maler Johann Lindhuber im Jahr 1888.